# 上海爱琴海购物公园
上海爱琴海购物公园是位于中華人民共和國上海市閔行區虹桥镇的一個商业综合体，隸屬於紅星美凱龍旗下的愛琴海集團。上海爱琴海购物公园南起吴中路，西至虹井路。上海爱琴海购物公园由安藤忠雄设计。项目总建筑面积约为55万平方米，其中地上建筑面积约28万平方米，地下室面积13万平方米。2017年12月16日，上海爱琴海购物公园開業。
上海爱琴海购物公园分为内街和外街两部分。内街即约11万平方米的爱琴海主题MALL。主题MALL分为地上8层和地下3层。其中1-6层为零售、儿童、餐饮、娱乐等商業业态。7-8層為4800平方米的“光的空间”（由明珠美术馆以及新华书店組成）、2700平方米的室内真雪滑雪场、4500平方米的屋顶有机农场、3200平方米的屋頂国际马术俱乐部等。除了主题MALL外，上海爱琴海购物公园還有9万平米街区、5万平米的城市生态公园以及4800平方米的音樂噴泉。